# Zygmunt Weyberg
Zygmunt Szczepan Weyberg (ur. 3 sierpnia 1872 w Warszawie, zm. 30 marca 1945 w Mądralinie) – polski mineralog, krystalograf, petrograf i chemik.

## Życiorys
Uczył się w IV gimnazjum filologicznym w Warszawie. W 1893 zapisał się na fakultet fizyko-matematyczny, sekcję nauk przyrodniczych na Uniwersytecie Warszawskim, gdzie studiował mineralogię i petrografię pod kierunkiem Aleksandra Lagoria, geologię i paleontologię u Władimira Amalickiego, a elementy chemii i krystalografi pod kierunkiem ówczesnego docenta krystalografii i mineralogii Georgija Wulffa.
W 1897 na podstawie pracy z zakresu krystalografii uzyskał stopień kandydata nauk przyrodniczych, a w 1910 na podstawie pracy o temacie chemiczno-mineralogicznym stopień magistra mineralogii i geognozji na Uniwersytecie w Moskwie. W 1912 na podstawie pracy z zakresu mineralogii zdobył tytuł doktora mineralogii i geognozji na Uniwersytecie Petersburskim.
Na Uniwersytecie Warszawskim był najpierw laborantem mineralogii, a następnie w latach 1899–1912 kustoszem gabinetu mineralogicznego. Należał do grona założycieli i wykładowców Wydziału Matematyczno-Przyrodniczego Towarzystwa Kursów Naukowych w Warszawie (1905–1906). W tym czasie uczył w warszawskich szkołach prywatnych i wykładał na rozmaitych kursach. W tym okresie wyjeżdżał kilkakrotnie na studia za granicę, zwiedzając m.in. góry Europy Środkowej i Półwyspu Skandynawskiego. W roku 1912 został powołany na katedrę chemii Uniwersytetu Lwowskiego, na którym w następnym roku uzyskał tytuł profesorski. W latach 1935–1939 zajmował katedrę mineralogii Uniwersytetu Warszawskiego.
Zajmował się głównie krystalografią geometryczną i krystalofizyką, badał m.in. skały i minerały trzonu krystalicznego Tatr. Znaczące miejsce wśród obiektów jego zainteresowań zajmowały glinokrzemiany. Był autorem prac petrograficznych o granitach tatrzańskich. Napisał podręczniki: „Wiadomości początkowe z mineralogii – Podręcznik dla szkół średnich” (1907), „Krystalografia opisowa” (1925), „Mineralogia” (1929), „Optyka kryształów” (1932).
Był członkiem wielu towarzystw naukowych, m.in. Warszawskiego Towarzystwa Naukowego i Komisji Fizjograficznej Polskiej Akademii Umiejętności. Poza pracami naukowymi ogłaszał liczne artykuły popularnonaukowe, zwłaszcza we „Wszechświecie” i w „Encyklopedii Powszechnej”.

## Życie prywatne
W 1901 w Warszawie poślubił Zofię Marię z domu Kasprowicz (1886-1957).